# Zerrissene Turbidite System

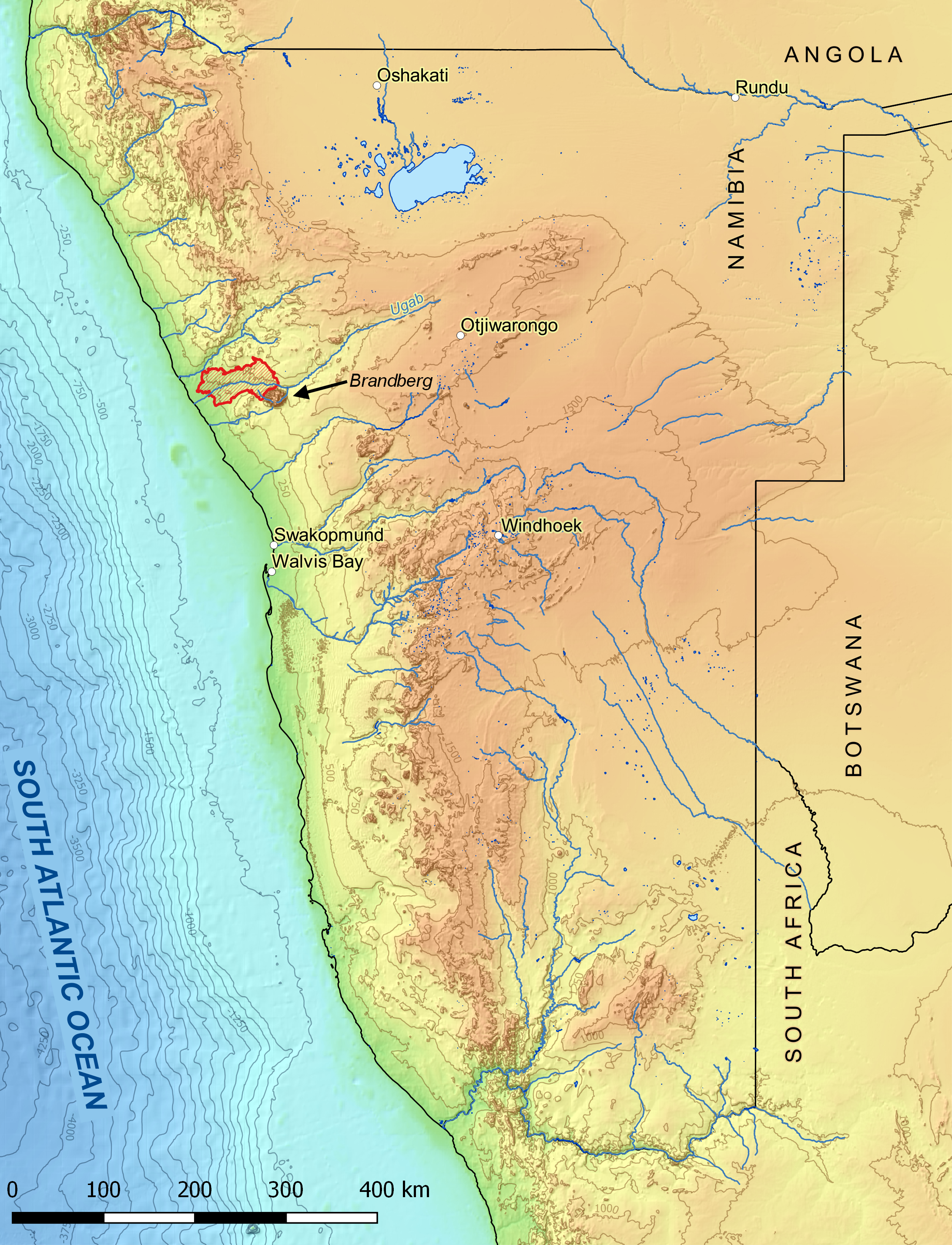
Reliefkarte Namibias mit Position des Ausbisses des Zerrissene Turbidite Systems (rot hervorgehoben)

Das Zerrissene Turbidite System ([tsɛˈrɪsənə tɜːbəˌdaɪt ˌsɪstɪm]; auch Zerrissene Turbidite Complex genannt) ist eine mehrphasig gefaltete, niedriggradig metamorphe Sequenz überwiegend siliziklastischer turbiditischer Ablagerungsgesteine im Nordwesten Namibias. Seine sedimentäre und tektonische Entwicklung umfasst einen Zeitraum von vor 750 bis vor 530 Millionen Jahren (jüngeres Neoproterozoikum bis älteres Kambrium).

## Lage und Ausdehnung

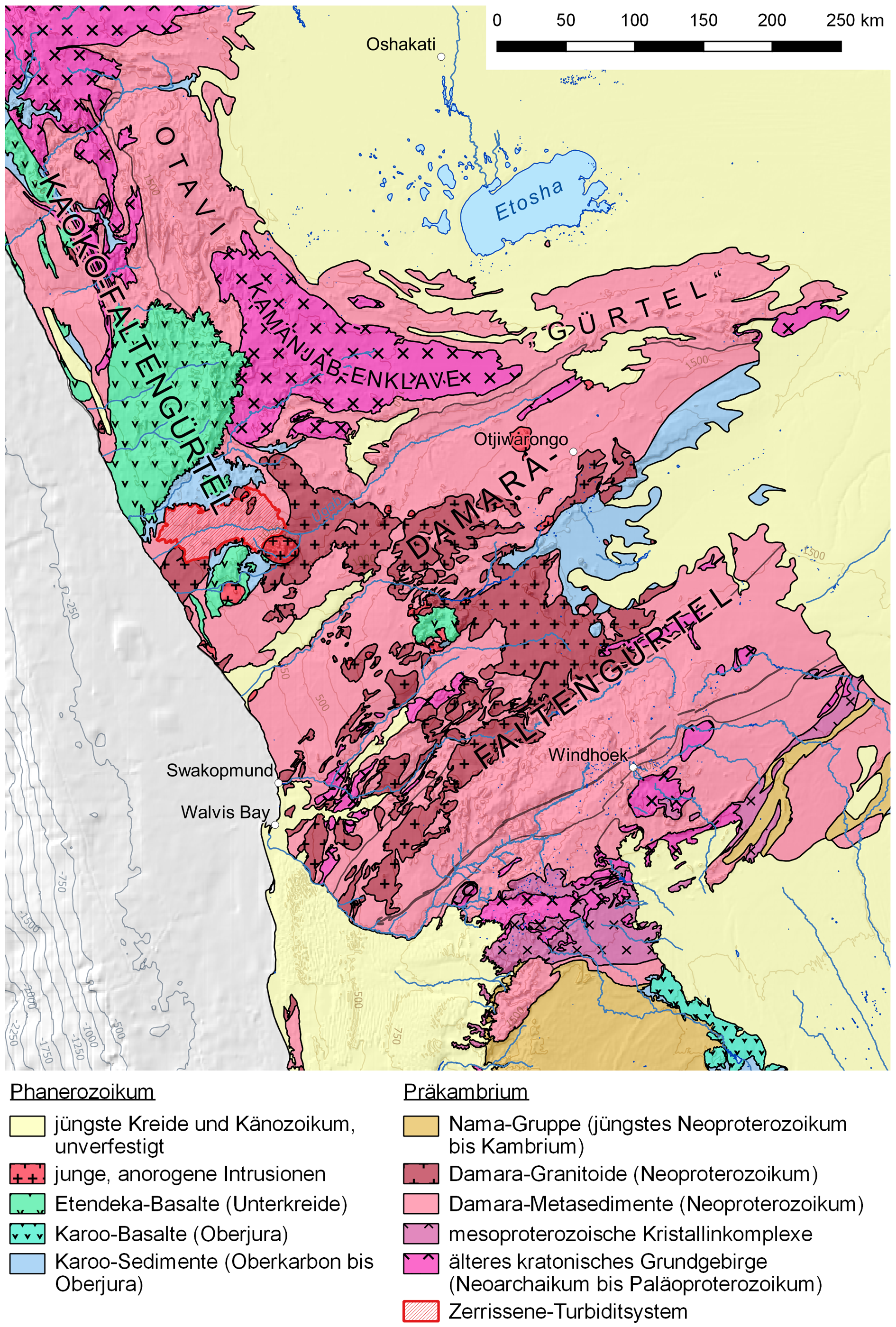
Oberflächengeologie Zentralnamibias mit Verzeichnung der Lage des Zerrissene Turbidite Systems

Der sich über rund 3000 km² (Nord-Süd-Ausdehnung ca. 40 km, Ost-West-Ausdehnung ca. 100 km) erstreckende Ausbiss des Zerrissene Turbidite Systems befindet sich am Unterlauf des Ugab-Flusses in den Regionen Kunene und Erongo und der historischen Region Damaraland. Er wird im Westen gegen die Küste des Südatlantiks von den Ogden Rocks abgeschnitten, einer geologischen Einheit, die ebenfalls aus turbiditischen Sedimenten hervorging, jedoch in einer fossilen duktilen Scherzone liegt und deshalb mylonitisiert ist.
Regionaltektonisch befindet sich das Zerrissene Turbidite System im Überschneidungsbereich zweier Faltengürtel des zum panafrikanischen Orogensystem gehörenden Damara-Orogens: des Nordnordwest-Südsüdost (küstenparallel) orientierten Kaoko-Gürtels und des Westsüdwest-Ostnordost (quer zur Küste) orientierten, ins Hinterland Namibias ziehenden Damara-Gürtels. Dieser Bereich wird noch dem Kaoko-Gürtel zugerechnet und southern Kaoko Zone oder auch Lower Ugab Domain (nach dem Unterlauf des Ugab) genannt. Er ist vom weiter nördlich zutage tretenden Hauptteil des Kaoko-Gürtels oberflächlich durch das phanerozoische Deckgebirge abgeschnitten, das dort überwiegend aus frühkreidezeitlichen Basalten besteht, deren morphologischer Ausdruck das Etendeka-Plateau mit seinen Ausläufern ist. Im Osten wird die Lower Ugab Domain von der Goantagab Domain begrenzt. Sie gehört ebenfalls zum Kaoko-Gürtel und ist ebenfalls durch turbiditische, jedoch anscheinend proximaler abgelagerte Sedimentgesteine und vor allem durch eine intensivere und anders orientierte tektonische Deformation als die Lower Ugab gekennzeichnet. Im Norden und Süden wird die Lower Ugab Domain gerahmt von Sedimentgesteinen der Karoo-Supergruppe (im Norden von denen des Huab-Beckens), Äquivalenten der Etendeka-Basalte (Gobobosebberge) sowie von ebenfalls frühkreidezeitlichen magmatischen Intrusivkörpern, beispielsweise dem Brandberg-Batholith.

## Geodynamischer Rahmen
Im Zuge des Zerfalls des proterozoischen Superkontinentes Rodinia, der in etwa vor 870 Millionen Jahren (im Folgenden mya abgekürzt) begann, entstanden im Zeitraum von 780 bis 740 mya, ausgehend von einer Triple Junction (Tripelpunkt), intra-kontinentale Grabenbrüche zwischen den Kratonen Kongo-São-Fancisco (im Folgenden Kongo-SF abgekürzt, São-Fancisco-Kraton heute in Brasilien verortet), Kalahari und Río de la Plata (letztgenannter heute in Argentinien verortet). Durch anhaltende Krustendehnung entwickelten sich diese Grabenbrüche schließlich zu ozeanischen Spreizungszonen. Die resultierenden, vermutlich schmal gebliebenen Ozeanbecken werden Adamastor-Ozean (zwischen den „afrikanischen“ Kratonen und Río de la Plata) und Khomas-Ozean (zwischen Kalahari und Kongo-SF) genannt. In diesen Ozeanbecken kamen ab ungefähr 750 mya die Sedimente zur Ablagerung, die heute als Metasedimente große Teile des Damara-Orogens aufbauen, unter anderem auch die Metasedimente des Zerrissene Turbidite Systems.
Ab 655 mya setzte die Konvergenzphase der Ozeanbecken mit Subduktion zunächst nur im nördlichen Teil des Adamastor-Ozeans ein. Ab ungefähr 580 mya waren auch die Kruste des südlichen Adamastor- und des Khomas-Ozeans in Subduktion begriffen. In der Kontaktzone zwischen den schließlich kollidierenden Kratonen erfolgte komplexe Deformation, die unter anderem für den heutigen tektonischen Bau des Zerrissene Turbidite Systems verantwortlich ist.

## Geologischer Aufbau

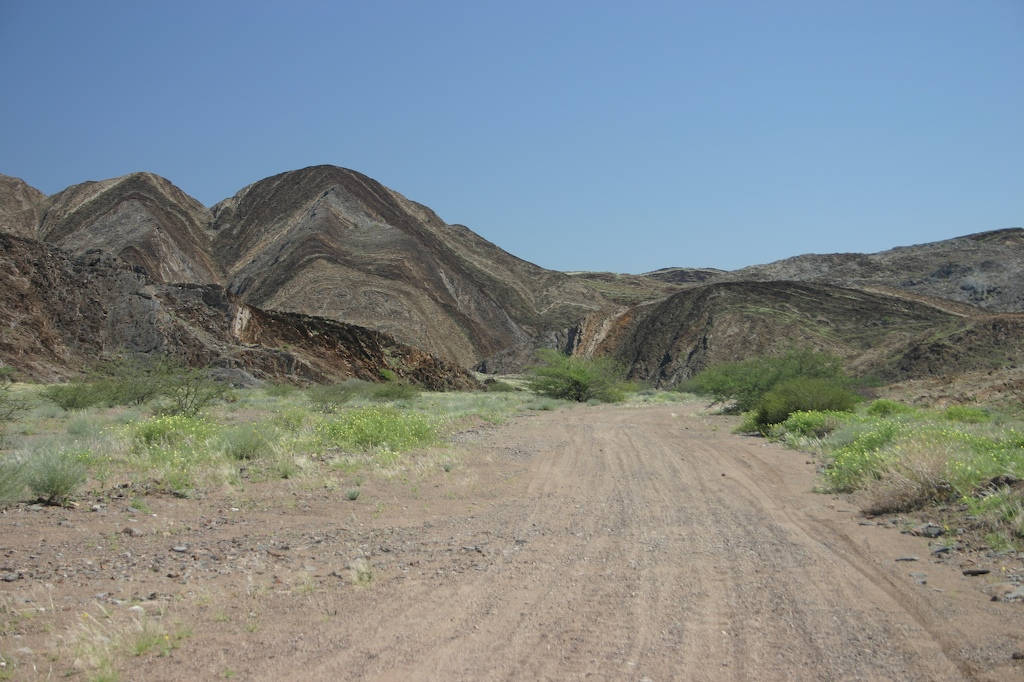
In Hügeln nahe der Brandberg-West-Mine anstehende, steil einfallende Schichten des Zerrissene Turbidite Systems (Blick quer zum Streichen).

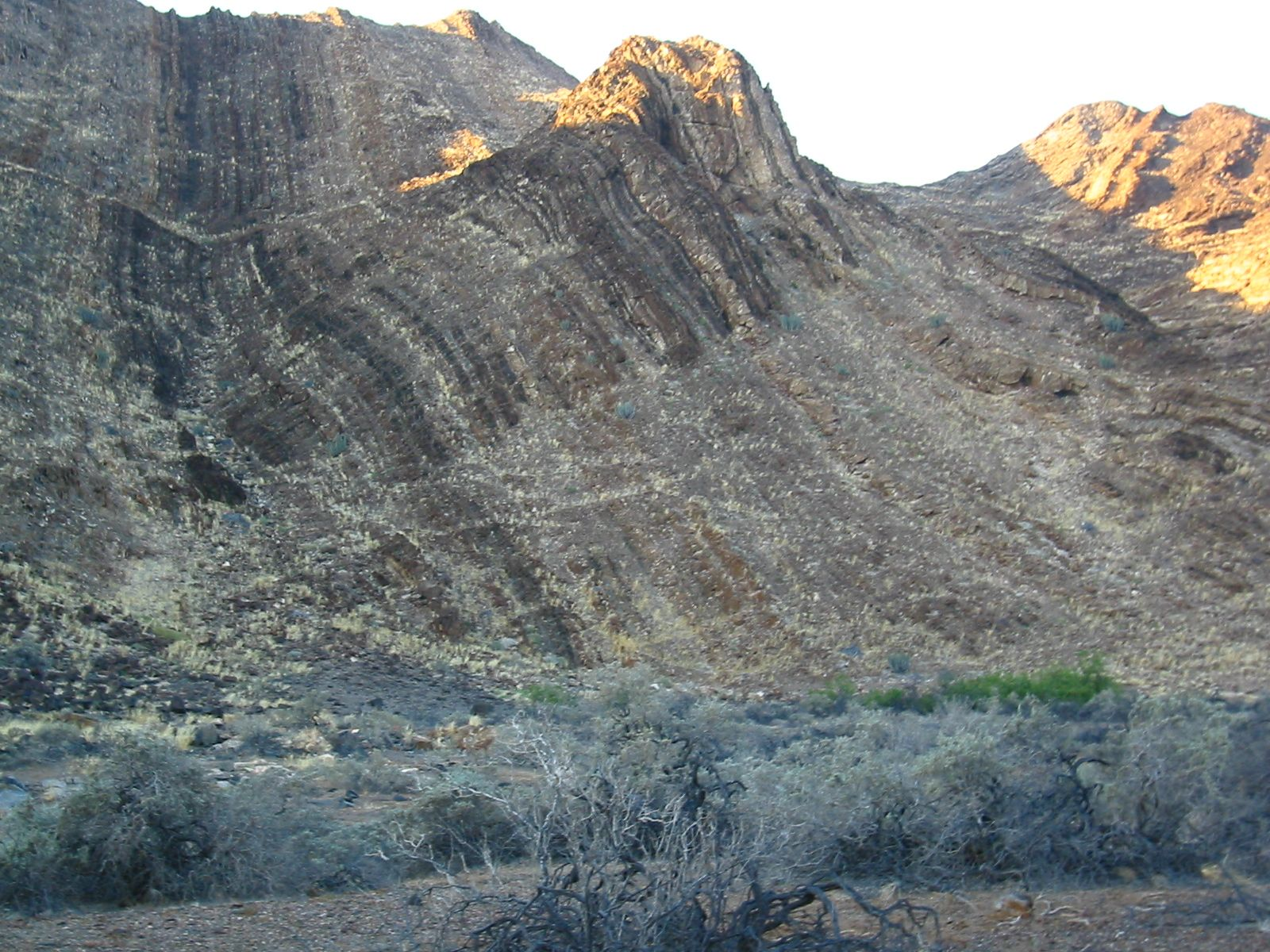
Andere Lokalität nahe der Brandberg-West-Mine, hier mit Blick annähernd parallel zum Streichen

### Stratigraphie und Etymologien
Die Metasedimente des Zerrissene Turbidite Systems bilden eine mindestens 1600 m mächtige zyklische Folge von überwiegend siliziklastischen turbiditischen Tiefwasser-Ablagerungen. Karbonatgesteine in Form von Marmoren kommen abschnittsweise in größerem Umfang vor. Die Ablagerungen des Zerrissene Turbidite Systems werden lithostratigraphisch in fünf Formationen gegliedert. Hierbei werden das Ein- und Aussetzen umfangreicherer Karbonatsedimentation für die Festlegung der Formationsgrenzen herangezogen.
- Die weit überwiegend siliziklastische Amis-River-Formation ist die jüngste Formation der Abfolge und mindestens ca. 600 m mächtig. Sie ist etwas unglücklich benannt nach einem Fluss, der den Brandberg entwässert, an dessen Ufern aber gar keine Sedimentgesteine des Zerrissene Turbidite Systems anstehen. Die Amis-River-Formation beißt besonders großflächig im Osten und im Westen der Lower Ugab Domain aus, wohingegen sie im zentralen Teil weniger weit verbreitet ist. Sie korreliert mit der Kuiseb-Formation der nördlichen Zone des Damara-Gürtels.
- Die teils karbonatdominierte Gemsbok-River-Formation ist ca. 200 m mächtig. Sie ist benannt nach einem südlichen Nebenfluss des Ugab und wird mit der Karibib-Formation der nördlichen Zone des Damara-Gürtels korreliert.
- Die siliziklastische Brak-River-Formation ist ca. 400 m mächtig. Sie ist benannt nach einem südlichen Nebenfluss des Ugab unmittelbar westlich der Brandberg-West-Mine (siehe unten) und wird mit der Ghaub-Formation[10] der nördlichen Zone des Damara-Gürtels korreliert.[11]
- Die in bedeutendem Umfang karbonatführende Brandberg-West-Formation ist mit nur ca. 15 m sehr geringmächtig. Sie ist benannt nach der Brandberg-West-Mine, einem auflässigen Zinn-Wolfram-Tagebau südlich des Ugab River, und korreliert mit der Rössing-Formation der nördlichen Zone des Damara-Gürtels. Vormals wurde sie als basale Subformation (Member) der Brak-River-Formation geführt.
- Die siliziklastische Zebrapüts-Formation (Schreibweise auch Zebrapütz) ist die älteste Formation der Abfolge und mindestens ca. 400 m mächtig. Sie ist benannt nach einem Wasserloch im Bett des Ugab River und wird mit der Okonguarri-Formation der nördlichen Zone des Damara-Gürtels korreliert. Ihr Ausbiss ist größtenteils auf die Region nördlich des Ugab River beschränkt.

In Ermangelung eines prägnanten Oberbegriffes für diese fünf Formationen führte der südafrikanische Geologe Roger Swart 1992 die informelle Bezeichnung Zerrissene Turbidite System ein. Sie leitet sich von den Zerrissene Hills oder Zerrissene(s) Mountains ab, ein über die monotone Bergrücken-und-Tal-Landschaft hinausragendes Gebiet im Westteil der Lower Ugab Domain südlich des Ugab River. Der Namensbestandteil „zerrissene(s)“ stammt wahrscheinlich noch aus der deutschen Kolonialzeit Namibias und wurde nach 1919 von den Südafrikanern übernommen.
Die Formationen des Zerrissene Turbidite Systems und ihre „lateralen“ Äquivalente in der nördlichen Zone des Damara-Gürtels, nordöstlich der Lower Ugab Domain, werden der sogenannten Swakop-Gruppe untergeordnet, wobei die Formationen im nördlichen Damara-Gürtel traditionell als Schelfsequenz aufgefasst werden. Aufgrund dessen und wegen der vermuteten Zeitäquivalenz wurde das Zerrissene Turbidite System vormals als „turbiditic Swakop Group successions“ bezeichnet. Mittlerweile wird die Abfolge in der Literatur auch als Zerrissene-Gruppe (Zerrissene Group) von der Swakop-Gruppe abgegrenzt, aber nach wie vor mit ihr korreliert. Die Swakop-Gruppe (und Zerrissene-Gruppe) bilden zusammen mit weiteren neoproterozoischen regionalen Metasedimentserien die sogenannte Damara-Sequenz.

### Lithologien und Sedimentologie
Die Abfolge des Zerrissene Turbidite Systems wird bestimmt von Psammit-Pelit-Wechselfolgen, wobei die Psammite (überwiegend Grauwacken) typische Merkmale turbiditischer Sedimente zeigen, wie Gradierung, Parallellamination, Rippelschichtung sowie Belastungs- und (eher selten) Strömungsmarken an den Sohlflächen. Die Grobfraktion der Psammite besteht hauptsächlich aus Quarzkörnern und ferner aus Feldspatkörnern und (Mini-)Fragmenten kristalliner Gesteine. Die Pelite repräsentieren das sogenannte Hintergrundsediment, das sich in den Zeiträumen zwischen den Trübeströmen abgesetzt hat.
Aufgrund einer metamorphen Überprägung liegen die Pelite meist in Form von biotitreichen Phylliten vor und stärker karbonatische Siliziklastika weisen eine Aktinolith-Tremolit-Assoziation auf. Die Metamorphose erfolgte daher wahrscheinlich unter Bedingungen der mittleren Grünschieferfazies. Nur lokal zeigen Granate in den Phylliten obere Grünschieferfazies an. Die Metamorphose ging mit der Faltung im späten Neoproterozoikum und Kambrium einher.
Im Folgenden wird die sedimentär-fazielle Charakteristik jeder der fünf Formationen kurz umrissen.

#### Amis-River-Formation
Die Amis River-Formation besteht überwiegend aus einer Wechsellagerung von Grauwacken und Peliten, enthält aber lokal geringfügig Karbonate und gradierte, grobkörnige Quarzsandsteine (Quarzwacken). Die Turbidite in der Abfolge sind in ihrem westlichen und östlichen Verbreitungsgebiet deutlich unterschiedlich ausgebildet. Während sie im Westen allgemein relativ grobkörnig und die Schichtmächtigkeiten hoch sind, sind im Osten sowohl die mittlere Korngröße als auch die Mächtigkeiten geringer. Daraus wird geschlossen, dass die westlichen Ablagerungen allgemein proximaler sind als die östlichen, aber für beide wird der äußere bis randliche Bereich eines submarinen Fächers angenommen.

#### Gemsbok-River-Formation
Die Gemsbok-River-Formation besteht aus einer Wechsellagerung hemipelagischer Pelite mit turbiditischen und hemipelagischen Karbonaten. Im oberen Teil dominieren die hemipelagischen Karbonate („Blue Marble“), in die lokal karbonatische Grobsedimente eingebettet sein können. Diese Abfolge wird interpretiert als Material, das beckenwärts einer sich entwickelnden (progradierenden) Karbonatplattform zur Ablagerung kam, wobei die Tonschiefer das terrigene Hintergrundsediment bilden und die Karbonate aus dem Plattformbereich gravitativ in Form von Schuttströmen und langsam absaigernden feinkörnigen Schlämmen (engl. peri platform oozes) als proximalere bzw. distalere Sedimente in das vorgelagerte, tiefere Becken eingetragen wurden.

#### Brak-River-Formation
Die Brak-River-Formation ist aus einer Wechsellagerung von bis zu 10 m mächtigen, lateral weit aushaltenden Grauwackenbänken und Peliten aufgebaut, die im höheren Teil isolierte Einzelgerölle und konglomeratische Ablagerungen enthält. Diese werden als Dropstones bzw. als schlagartig abgeladene Gesteinsfracht von Eisbergen interpretiert. Bei letztgenannten soll oberhalb der Wasserlinie durch Abschmelzen des Eises Geröll auf dem Eisberg akkumuliert sein. Gleichzeitiges Abschmelzen unterhalb der Wasserlinie führte zu einer allmählichen Verlagerung des Schwerpunktes in Richtung der Spitze des Eisberges, bis dieser schließlich instabil wurde, umkippte und die bis dahin akkumulierte Geröllfracht schlagartig ins Meer entlud. Allerdings werden die Gerölle alternativ auch als Ergebnis der turbiditischen Sedimentation gesehen. Der höchste Teil der Formation ist pelitdominiert. Die Grauwacken werden als überwiegend distale Ablagerungen eines submarinen Fächers interpretiert.

#### Brandberg-West-Formation
Die Brandberg-West-Formation ist im Aufbau der Gemsbok-River-Formation sehr ähnlich. Sie besteht ebenfalls aus hemipelagischen Peliten in Wechsellagerung mit turbiditischen und hemipelagischen Karbonaten („Blue Marble“), wobei auch hier der Anteil letztgenannter an der Abfolge zum Top hin zunimmt. Schuttstromablagerungen, wie sie in der Gemsbok-River-Formation auftreten, fehlen allerdings. Faktisch alle Einzellagen zeigen eine hohe laterale Kontinuität. Auch für die Brandberg-West-Formation wird Ablagerung im beckenwärtigen Bereich einer Karbonatplattform angenommen.

#### Zebrapüts-Formation
Die Zebrapüts-Formation besteht wiederum aus Peliten mit eingeschalteten Grauwacken. Wegen der Dominanz feinkörniger Gesteine und der im Durchschnitt geringen Mächtigkeit der einzelnen Lagen wird diese Abfolge als Ablagerungen im Übergangsbereich eines submarinen Fächers in die Tiefsee-Ebene interpretiert.

#### Liefergebiet der Grauwacken und großtektonischer Rahmen der Ablagerung
Die Komposition der Grauwacken mit u. a. Gesteinsfragmenten von Granitoiden und kristallinen Schiefern sowie Merkmale einzelner enthaltener Mineralkörner, wie myrmekitische Verwachsungen oder perthitische Entmischung, deuten auf ein kontinentales Liefergebiet, einen exhumierten Kristallinkomplex eines (alten) Orogens hin. Hinweise auf die Präsenz vulkanischen Materials (z. B. Glasfragmente) in den Grauwacken finden sich hingegen nicht. Dies deutet, wie auch die Paläomorphologie des Ablagerungsraumes, die aus der Ausbildung der Sedimentkörper rekonstruiert werden kann, auf Ablagerung an einem passiven Kontinentalrand hin. Geochemische Untersuchungen des Gesteins erbrachten jedoch, dass das detritische Material eher einem aktiven Kontinentalrand entstammt.
Zur Position des Liefergebietes werden in der Literatur konträre Angaben gemacht. Während Swart (1992) in seiner Paläoströmungsanalyse das Liefergebiet in westlichen Richtungen und damit im heutigen Südamerika verortet, kommen andere Autoren mit gleichen Methoden zu einer genau entgegengesetzten Position und vermuten es im Bereich des Kongo-Kratons.

#### Sedimentologische Interpretation der gesamten Sequenz

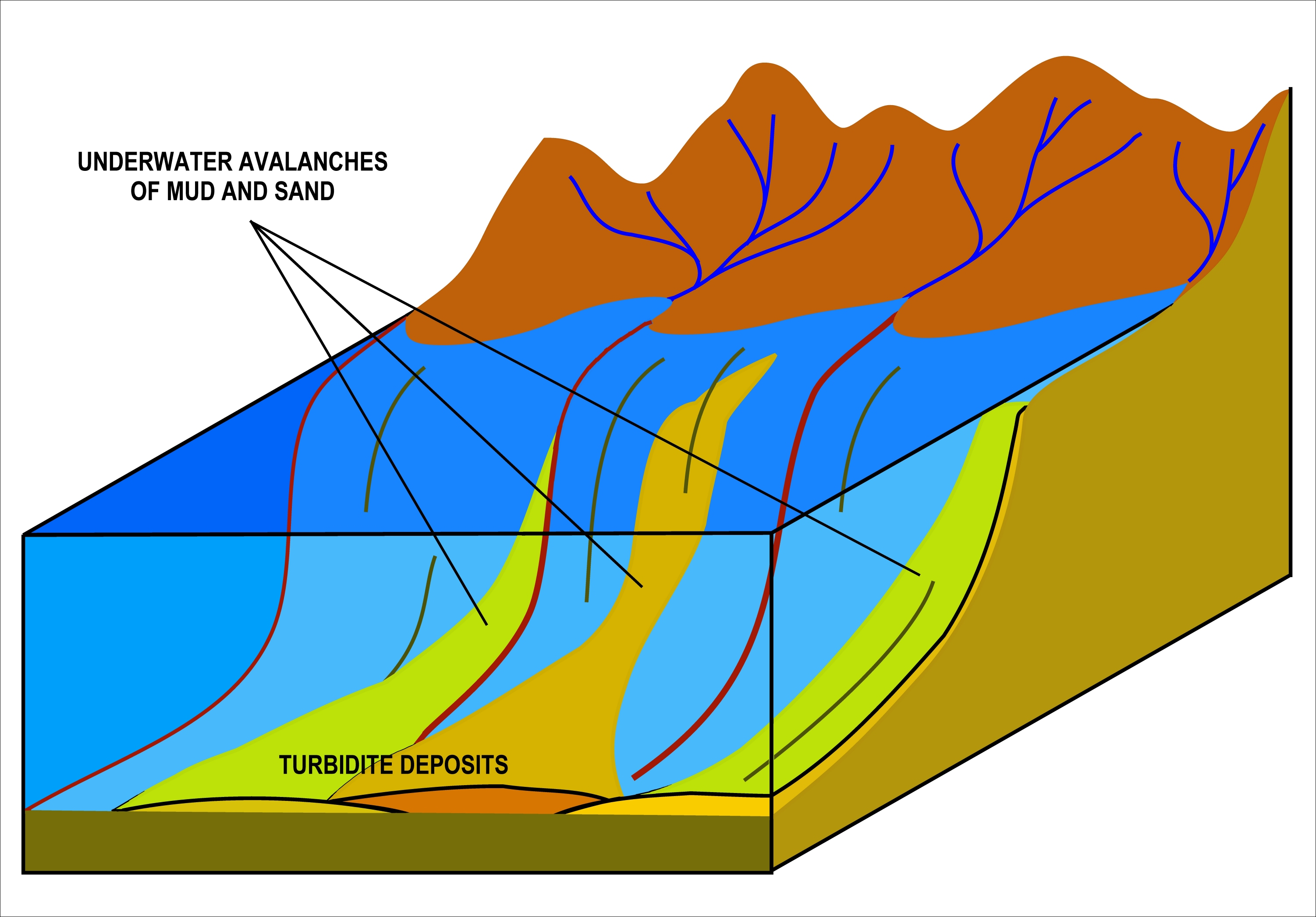
Stark vereinfachte Darstellung zur Entstehung von Turbiditen bzw. submarinen Sedimentfächern

Die Sedimentationsgeschichte des Zerrissene Turbidite Systems beginnt ungefähr 750 mya mit den sehr distalen turbiditischen und (hemi-)pelagischen siliziklastischen Sedimenten der Zebrapüts-Formation, die nach fortgeschrittener Divergenz der Kratone Kongo-São Francisco, Kalahari und Rio de la Plata an einem voll ausgebildeten, passiven Kontinentalrand bzw. an dessen Übergang in die Tiefsee-Ebene des Adamastor-Ozeans abgelagert wurden, und zwar eher am Westrand des Kongo- als am Ostrand des Rio-de-la-Plata-Kratons.
Der Sedimentationsumschwung hin zu den karbonatführenden Schichten der Brandberg-West-Formation wird mit einem Anstieg des (relativen) Meeresspiegels begründet, da hohe Meeresspiegel allgemein die Karbonatproduktion begünstigen. Infolge dieses Meeresspiegelanstieges entwickelt sich auf dem angrenzenden Schelf wahrscheinlich eine Karbonatplattform mit riffartigen Strukturen (allerdings nur sehr entfernt vergleichbar mit heutigen Korallenriffen), von der aus relativ feinkörnige, detritische karbonatische Sedimente in das tiefe „Zerrissene-Becken“ eingetragen wurden. Als Ursache für den Meeresspiegelanstieg wird regionale Tektonik, d. h. eine erhöhte Absenkungsrate der Erdkruste in der Region angenommen.
Anschließend sank der relative Meeresspiegel wieder. Die Karbonatsedimentation ebbte ab und mit der Brak-River-Formation re-etablierte sich ein siliziklastisches, turbiditisches Ablagerungssystem, das seinem Liefergebiet allerdings etwas näher lag als zur Zeit der Zebrapüts-Formation. Die Brak-River-Formation wird mit der mutmaßlich glazialen (genauer: glaziomarinen) Ghaub-Formation (ehemals Chuos-Formation) der Swakop-Gruppe korreliert. Einschaltungen vulkanischer Asche in den Schichten der Ghaub-Formation sind auf 635 mya datiert worden, was grob mit dem Zeitraum der Marinoischen Eiszeit, einer der postulierten Schneeball-Erde-Vereisungen, übereinstimmt. Entsprechend werden die marinen Gerölle im höheren Teil der Brak-River-Formation ebenfalls, wenngleich nicht einhellig, als glazigen interpretiert. Die ausgiebige Ton-Sedimentation in der oberen Brak-River-Formation und das nachfolgende erneute Einsetzen karbonatischer Tiefwasser-Ablagerung ließen sich dann mit einem glazio-eustatischen Meeresspiegelanstieg zur Ablagerungszeit der oberen Brak-River-Formation und einem allgemein hohen eustatischen Meeresspiegel zur Ablagerungszeit der Gemsbok-River-Formation begründen.
Schließlich sank der Meeresspiegel erneut, und mit der Amis-River-Formation re-etablierte sich ein zweites Mal ein siliziklastisches Ablagerungssystem. Diesmal war das Liefergebiet zumindest teilweise noch näher als zur „Brak-River-Zeit“, was auf eine zunehmende Einengung des Ozeanbeckens und deshalb eine generell erhöhte Zufuhr von sandigem Material in das „Zerrissene-Becken“ schließen lässt.
Alternativ werden die Marmore der Brandberg-West- und Gemsbok-River-Formation auch als Tiefwasser-Äquivalente der Deckkarbonate (engl. cap carbonates) der initialen post-sturtischen bzw. post-marinoischen Sedimentation gedeutet. Der Wechsel von siliziklastischen zu karbonatischen Systemen wäre dann nicht durch die Belebung der „Carbonate Factory“ infolge eines Meeresspiegelanstiegs, sondern durch Wechselwirkungen zwischen dem Weltklima und der chemischen Zusammensetzung von Atmosphäre und Ozean (speziell dem CO2-Gehalt) verursacht worden.

### Strukturgeologie und Deformationsgeschichte

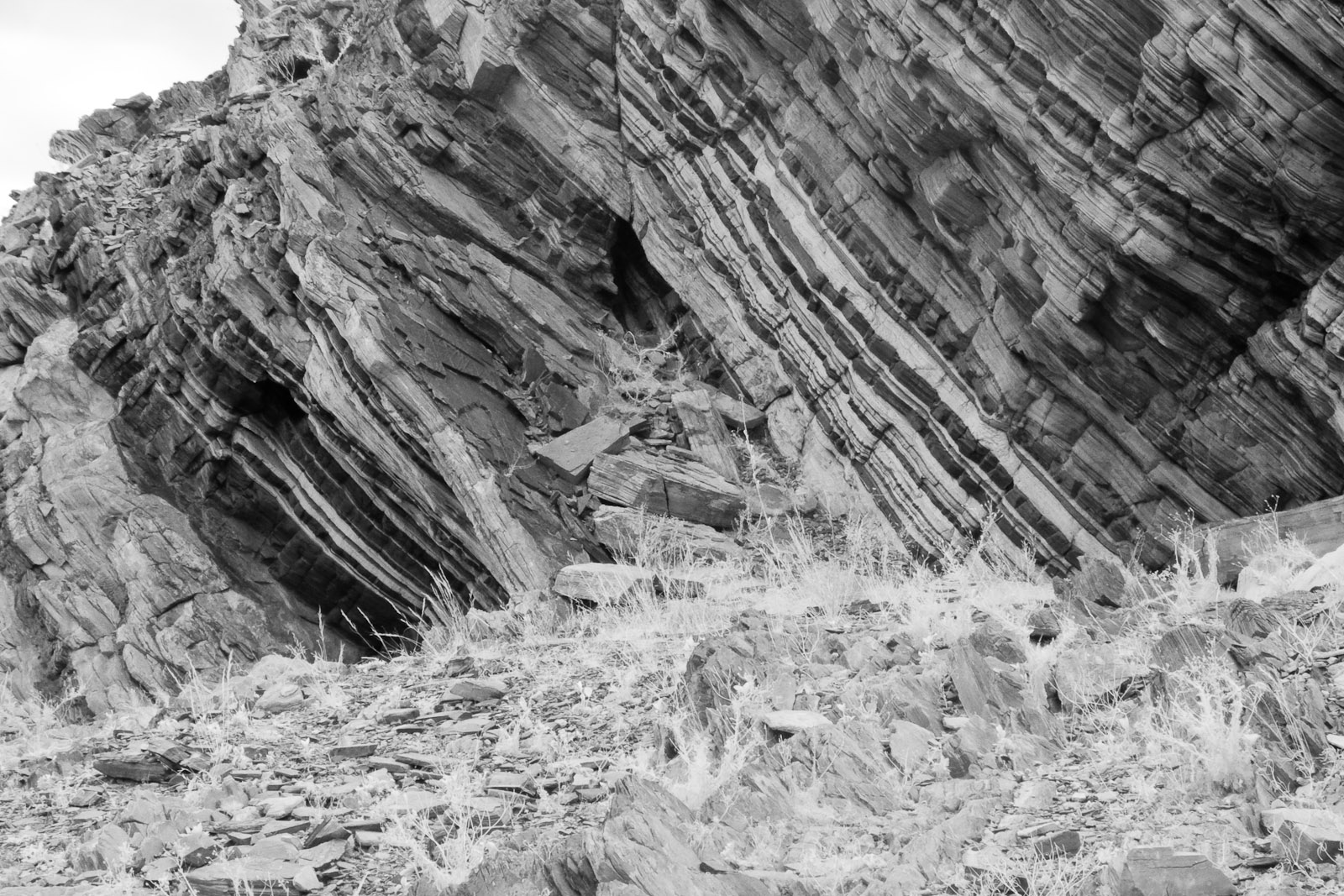
Verkippte Schichten des Zerrissene Turbidite Systems aus der Nähe. Es handelt sich um eine Infrarotaufnahme, in der die pelitischen Lagen sehr dunkel erscheinen. Die hell(er)en Lagen bestehen aus Grauwacke und/oder Marmor. Die Aufnahme stammt aus der Nähe der Brandberg-West-Mine.

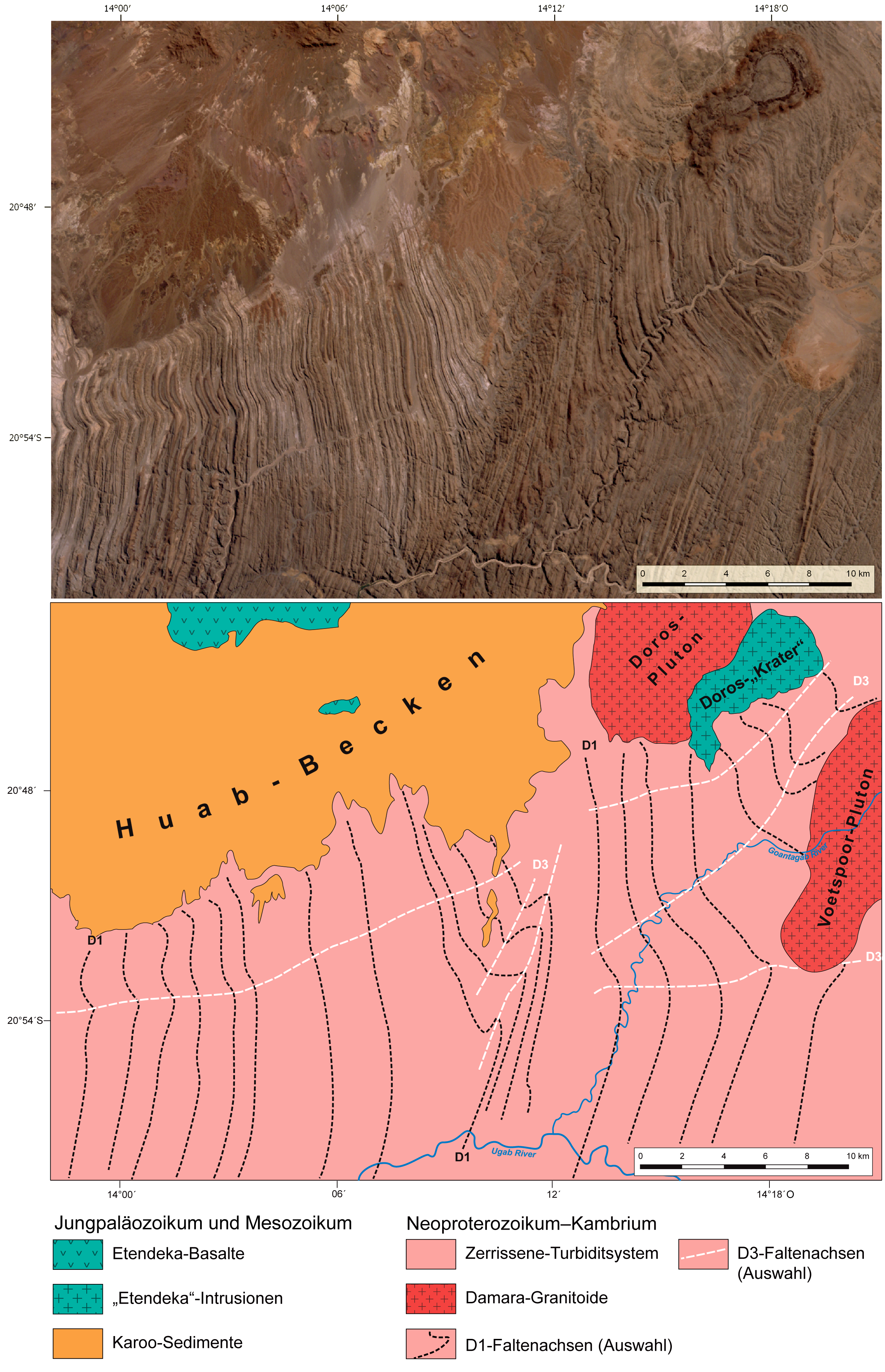
Satellitenfoto (oben) und geologische Karte (unten) des sogenannten Bushman-Faltenzuges im Nordosten der Lower Ugab Domain mit Verzeichnung der D_{1}- und D_{3}-Faltenachsen

#### Falten- und Schieferungsgenerationen
In den Gesteinen des Zerrissene Turbidite Systems lassen sich drei Deformationsphasen identifizieren:
Die erste und intensivste Deformation (D1) erzeugte die im Kilometermaßstab enge (isoklinale) Faltung mit überwiegend annähernd Nord-Süd streichenden, annähernd horizontal liegenden Faltenachsen. Sie verleihen dem Ausbiss des Zerrissene Turbidite Systems bzw. der Lower Ugab Domain sein im Luft- bzw. Satellitenbild so charakteristisches Aussehen. Im Westen der Lower Ugab Domain sind diese Falten westvergent, mit Faltenachsenebenen, die mit 20 bis 70 Grad nach Osten einfallen. Die westlichen Faltenschenkel sind dabei teilweise überkippt. Im Osten der Lower Ugab Domain hingegen stehen die Falten aufrecht oder sind ostvergent. Die D1 erzeugte in den Metapeliten eine penetrative engständige Schieferung (S1), die als Achsenebenenschieferung ausgebildet ist. In karbonatreichen Klastika tritt sie in Form paralleler, weitständigerer, nicht durchaltender, anastomosierender, muskovit- und biotitreicher Domänen auf, so insbesondere im Osten der Lower Ugab Domain in der Amis-River-Formation. In den Grauwacken ist meist keine Schieferung ausgebildet. Die Raumlage von Falten und Schieferung zeigt deutlich eine Einengung in Ost-West-Richtung an. Die Krustenverkürzung wird dabei auf 40 bis 60 % geschätzt. Boudinage und weitere Indikatoren zeigen zudem eine Dehnung in Nord-Süd-Richtung um 10 bis 40 %.
Die zweite Deformation (D2) ist nur lokal beobachtbar. Sie äußert sich in Form stumpfwinklig bis spitzwinklig offener Falten in Schichten und S1 im Zentimetermaßstab. Die D2-Faltenachsen haben dabei in der gesamten Lower Ugab Domain die gleiche Orientierung wie die D1-Faltenachsen (koaxiale Faltung), wobei sich die D2- und D1-Faltenachsenebenen stets in einem großen Winkel schneiden. Lokal ist, insbesondere in pelitischen Lagen, eine S2-Schieferung in Form einer eher weitständigen Runzelschieferung (Krenulation) ausgebildet.
Die dritte Faltengeneration (D3) tritt wiederum nur lokal, jedoch nicht nur in kleinem, sondern auch in großem Maßstab auf. Im Kilometermaßstab äußert sie sich in Form stumpfwinklig bis spitzwinklig offener, teils stark asymmetrischer Falten, die die D1-Falten überprägen. Hierbei weisen die stumpfwinklig offenen Falten eher Ost-West und die spitzwinklig offenen Falten eher Nordost-Südwest streichende Faltenachsenebenen auf. Eine relativ weitständige S3-Schieferung tritt in Form einer Runzelschieferung bevorzugt in pelitischen Schichten auf.

#### Chronologie und großtektonischer Rahmen der Deformation
Die drei identifizierten Deformationsphasen fügen sich relativ nahtlos in die allgemein für das Damara-Orogen ermittelte Deformationsgeschichte ein. Die koaxiale Ausbildung der D1- und D2-Falten und der Umstand, dass beide Faltungen unter annähernd den gleichen Druck- und Temperaturbedingungen abliefen (Stabilitätsbereich von Biotit, ablesbar anhand der Mineralisation der Schieferungsflächen) lässt darauf schließen, dass sie auf das gleiche Deformationsereignis zurückgehen. Denkbar ist hierbei, dass D2 ab einem bestimmten Zeitpunkt nur lokal einsetzte, während in den übrigen Bereichen der Lower Ugab Domain D1 anhielt. Die Verkürzungsrichtung während dieses Ereignisses war annähernd Ost-West. D1 ist im Kaoko-Gürtel weithin nachweisbar. Als Ursache dieser Deformation wird die Inversion des Adamastor-Ozeans angenommen. Für die nachfolgende D2 wird zudem ein gleichzeitig erfolgender Nordtransport der Lower Ugab Domain postuliert, um die unabhängig von ihrer Orientierung erfolgte Faltung der S1 erklären zu können (flach einfallende S1 wird gefaltet durch Ost-West-Verkürzung, steil einfallende S1 wird überprägt durch Aktivität der basalen Scherzone und/oder durch Kollabieren der gestauchten Kruste bei nachlassender Ost-West-Verkürzung). Die Hypothese vom Nordtransport steht im Einklang mit der Strukturgeologie der benachbarten Einheiten (u. a. sinistrale Scherzone in den Ogden Rocks, dextrale Scherzone zwischen Lower Ugab und Goagantab Domain) und wird im Zusammenhang mit der nunmehr einsetzenden Schließung des Khomas-Ozeans gesehen.
Die Geometrie der nicht-koaxialen D3-Strukturen zeigt hauptsächlich Verkürzung in Nord-Süd- und Nordwest-Südost-Richtung, was ebenfalls einen Zusammenhang mit der Einengung des Khomas-Ozeans bzw. mit der Kollision von Kongo-SF-Kraton und Kalahari-Kraton nahelegt. Zudem deuten verschiedene kleinmaßstäbige Verformungsindikatoren in den Gesteinen zumindest für bestimmte D3-Falten auf eine sinistrale Scherung während ihrer Entstehung hin. Da die Intensität der Deformation nicht in der gesamten Lower Ugab Domain gleich ist, sondern sich in bestimmten Bereichen konzentriert (bspw. im Bereich des sogenannten Bushman-Faltenzuges), wird vermutet, dass bei D3 duktile Scherzonen im Grundgebirge involviert waren. Zudem weichen die D3-Strukturen offenbar den beiden Syenit-Granit-Plutonen im Nordwesten der Lower Ugab Domain (Doros-Pluton und Voetspoor-Pluton) aus bzw. legen sich an sie an, was nahelegt, dass die Plutone zum Zeitpunkt dieser Deformationsphase bereits in den Gesteinen des Zerrissene Turbidite Systems platzgenommen hatten. Das mit 540 bis 530 Ma ermittelte Alter der älteren (syenitischen) Teile des Voetspoor-Plutons kann somit als Höchstalter für D3 herhalten. Die D3-Deformation ist zudem nur im Damara-Gürtel und im Südteil des Kaoko-Gürtels nachweisbar. Für die jüngste Deformation im nördlichen Teil des Kaoko-Gürtels, die der D1-D2-Deformation entspricht, ist anhand der Datierung dortiger synkinematischer Intrusionen ein Alter von rund 550 Ma ermittelt worden. Daraus folgt, dass die Kollision des Kalahari-Kratons mit dem Kongo-SF-Kraton, anders als die des Rio-de-la-Plata-Kratons mit dem Kongo-SF-Kraton, erst deutlich nach Anbruch des Kambriums abgeschlossen war.